# (4797) Ako
(4797) Ako ist ein Asteroid des Hauptgürtels, der am 30. September 1989 von den japanischen Astronomen Toshirō Nomura und Kōyō Kawanishi am Minami-Oda-Observatorium (IAU-Code 374) entdeckt wurde.
Der Asteroid gehört zur Nysa-Gruppe, einer nach (44) Nysa benannten Gruppe von Asteroiden, die auch als Hertha-Familie bekannt ist (nach (135) Hertha).
(4797) Ako wurde nach der Stadt Akō in der japanischen Präfektur Hyōgo und ihrer historischen Burg an der Seto-Inlandsee benannt.